# Rhacocleis baccettii
Rhacocleis baccettii är en insektsart som beskrevs av Galvagni 1976. Rhacocleis baccettii ingår i släktet Rhacocleis och familjen vårtbitare. Inga underarter finns listade i Catalogue of Life.